# TSUKEMEN
TSUKEMEN(츠케멘)은 TAIRIKU (바이올린, 1984년생), SUGURU (피아노, 1985년생), KENTA (바이올린, 1984년생), 바이올린 2명에 피아노 1명으로 2008년 결성된 일본의 3인조 크로스오버 클래식 그룹이자 밴드, 음악가이다. 각 멤버 3명의 이름 앞 글자를 떼어 연결해서 「TSUKEMEN」이라는 그룹 이름을 지었다.
바이올린을 켜는 TAIRIKU와 KENTA는 고등학교 친구이고, TAIRIKU와 피아노를 치는 SUGURU는 대학교 같은 과 선후배 사이인데, 이러한 친구와 선후배 관계가 고스란히 음악의 분위기에 녹아들어 그룹 음악에서 가장 중요한 빈틈없는 음악의 조화와 자연스럽고 친밀한 분위기를 느낄 수 있다.
TSUKEMEN은 일본 전국 각지와 빈, 한국, 독일, 로스엔젤레스 등 국내외에서 LIVE를 개최해왔는데, 그 스테이지는 PA(음향 장치)를 사용하지 않고 악기 본래가 갖는 배음이 풍부한 생음으로 펼쳐졌다. 이들은 각자가 작곡한 오리지널 곡을 중심으로 클래식 영화 음악 재즈·애니메이션송, 그리고 게임 음악 등을 TSUKEMEN만의 오리지널 편곡으로 연주하며, 2010년 3월 메이저 데뷔 이후 2015년에 5주년을 맞아 올해 4월에는 풀 오리지널 앨범 "OP.1~FRONTIER~"를 릴리스하였다. 그 앨범을 포함한 지금까지 발표한 전 6작품 모두 클래식 차트 1위를 획득하였다.

## 앨범 목록
| 타이틀                                    | 발매일     |
| ----------------------------------------- | ---------- |
| BASARA                                    | 2012.02.01 |
| KIYARI                                    | 2013.02.14 |
| EL DORADO                                 | 2013.09.10 |
| AKATSUKI                                  | 2013.10.01 |
| ACROSS TSUKEMEN Special Live in Stuttgart | 2014.09.02 |
| Op.1~FRONTIER~                            | 2015.07.16 |
| TSUKEMEN CINEMAS                          | 2016.01.05 |